# A Passion Play (singolo)
A Passion Play  è un singolo del 1973 dei Jethro Tull, composta dal solo Ian Anderson.